# John Rogers (Politiker, 1723)
John Rogers (* 1723 in Annapolis, Provinz Maryland; † 23. September 1789 im Prince George’s County, Maryland) war ein US-amerikanischer Politiker. In den Jahren 1775 und 1776 war er Delegierter für Maryland im Kontinentalkongress.

## Werdegang
John Rogers erhielt eine gute Schulausbildung. Nach einem anschließenden Jurastudium und seiner Zulassung als Rechtsanwalt begann er in diesem Beruf zu arbeiten. In den 1770er Jahren schloss er sich der Revolutionsbewegung an. In den Jahren 1774 und 1775 gehörte er dem Sicherheitsausschuss von Maryland an. Außerdem saß er zwischen 1774 und 1776 im dortigen Provinzialkongress. Er war auch Mitglied der lokalen Miliz und erreichte dort den Rang eines Second Major. Im Jahr 1775 wurde er zudem Kurator der Lower Marlboro Academy. Von 1775 bis 1776 vertrat er Maryland im Kontinentalkongress. Dort wurde 1776 die Unabhängigkeitserklärung der Vereinigten Staaten angenommen. Ebenfalls im Jahr 1776 wurde Rogers Richter am Court of Admiralty. Im Februar 1777 war er Mitglied des Komitees zur Organisation einer Staatsregierung für Maryland. Von 1778 bis zu seinem Tod am 23. September 1789 bekleidete er das Amt des Chancellor of Maryland.